# Miranda (satèl·lit)
Miranda és el més xicotet i interior dels principals satèl·lits d'Urà. Va ser descobert per l'astrònom americà d'origen neerlandès Gerard Kuiper el 1948.

## Nom
El seu nom va ser donat en honor del personatge de la filla del mag ‘Pròsper’, personatge de l'obra de teatre La tempesta, de William Shakespeare. També s'anomena Urà V. El mot miranda prové del llatí i significa 'ha de ser vista', i en català significa 'bona vista que es té des d'un lloc alt'.

## Característiques físiques
Miranda és un cos quasi esfèric de 472 km de diàmetre, format en la seva major part per gel d'aigua, i l'interior possiblement en sigui format per roques silicatades i compostos rics en metà. Geològicament, Miranda ha estat el cos més actiu del sistema solar. La superfície està travessada per grans congosts de fins a 20 km de profunditat, amb regions de terreny esquerdat que indiquen una molt intensa activitat geològica en el passat. Es pensa que esta activitat geològica podria estar relacionada amb efectes de marea produïts per Urà. Una altra teoria, que ara ja no es considera tan vàlida, diu que en el passat Miranda va patir un fort impacte que la va partir en trossos. Amb el temps, el fragments es van tornar a ajuntar i li donaren l'aspecte de cos apedaçat que té actualment. En qualsevol cas, tot pareix indicar que el naixement del satèl·lit va ser extremadament violent, a causa de la seva extraordinària orografia.

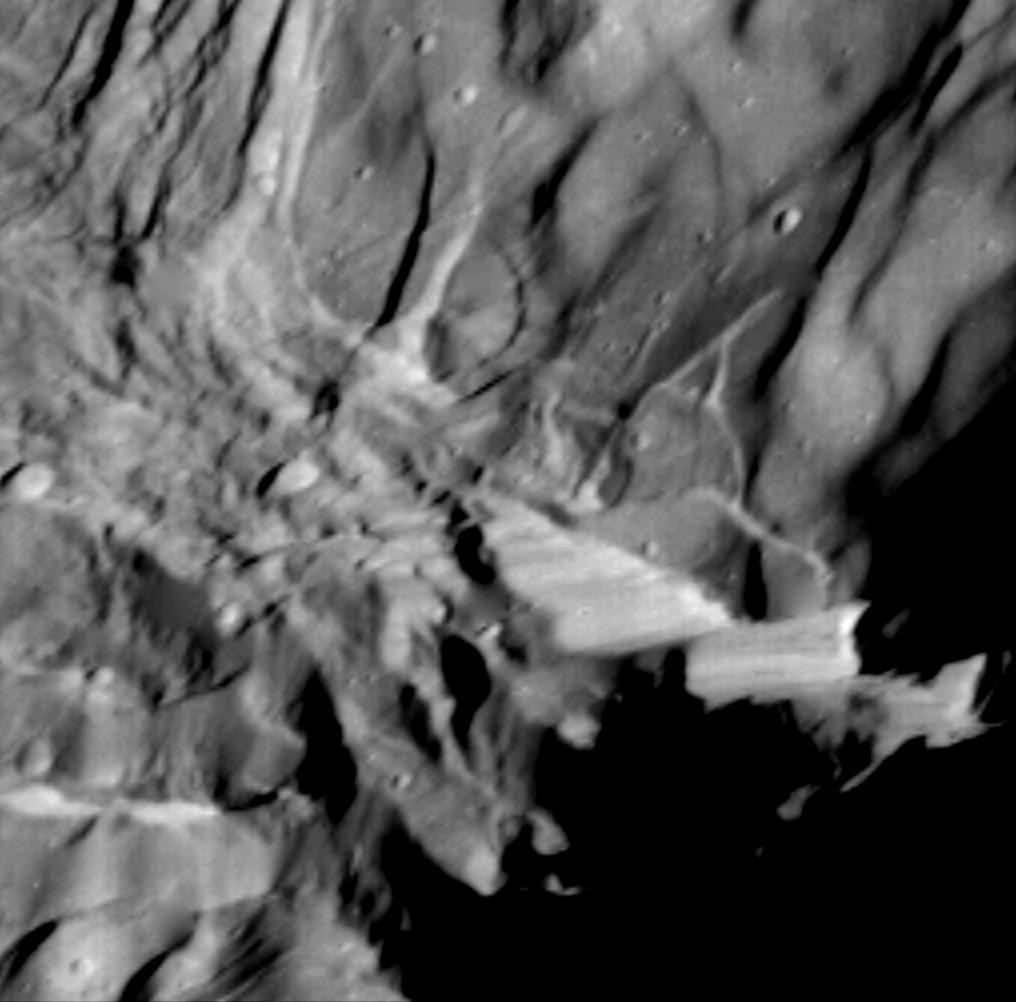
Vista pròxima de Verona Rupes, una llarga falla que assoleix 20 quilòmetres d'alçada (el penya-segat més alt del sistema solar)

## Característiques orbitals
La inclinació de l'òrbita de Miranda (4,22º) és particularment alta per a un cos tan proper al seu planeta. És possible que en algun moment estigués en ressonància orbital 3:1 amb Umbriel. La fricció provocada per les forces de marea podria haver causat un escalfament a l'interior del satèl·lit i ser l'origen de l'activitat geològica.